# Peter Ustinov

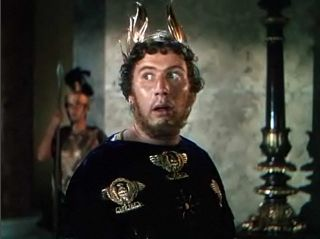
Ustinov som Nero i Quo Vadis (1951).

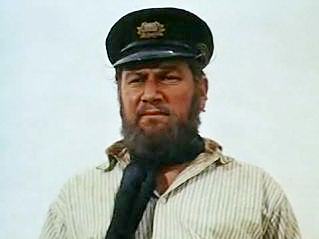
Ustinov som Rupert Venneker i Viddernas vagabond (1960)

Peter Alexander Ustinov, ursprungligen  Peter Alexander Baron von Ustinow, född 16 april 1921 i London, död 28 mars 2004 i Genolier i Vaud i Schweiz, var en brittisk skådespelare, författare, teaterregissör, komiker, kolumnist och tv-presentatör. Bland Ustinovs filmer märks Quo Vadis (1951), Trasiga änglar (1955), Spartacus (1960), Billy Budd (1962), Topkapi (1964), Flykten från framtiden (1976) och Döden på Nilen (1978). Han gjorde även rösten till prins John och kung Rickard i Disneys Robin Hood (1973) i både originalet och den tyska dubbningen, samt till Doktor Snuggles i den animerade tv-serien Doktor Snuggles.

## Biografi
Ustinov föddes i Swiss Cottage i London av ryska föräldrar. Fadern hade även tyskt påbrå och modern franska och italienska rötter. Ustinov själv talade engelska, franska, tyska, italienska, ryska och spanska flytande och även en del turkiska och grekiska. 
Tack vare tyskan som andraspråk stod Ustinov för den tyska dubbningen av prins John i Robin Hood men inte av Kung Richard Lejonhjärta.
Ustinov scendebuterade 1938 och blev snabbt en av de mest mångsidiga skådespelarna på brittisk och amerikansk scen och film. Han Oscarbelönades för Spartacus och Topkapi. Han är för många förknippad med rollfiguren Hercule Poirot.
Han gjorde äve tv-dokumentärer, exempelvis en programserie som skildrar hans resa genom Ryssland samt en annan serie om kompositören Wolfgang Amadeus Mozart.
Ustinovs självbiografi från 1977 hade titeln Dear Me.

## Samarbete med Unicef
Ustinov kom för första gången till Berlin på ett uppdrag av Unicef år 2002 för att besöka cirkeln av United Buddy Bears som främjar en fredligare värld mellan nationer, kulturer och regioner. Han hade bestämt sig för att se till att Irak också skulle representeras i denna cirkel av ungefär 140 länder. År 2003 sponsrade han och öppnade United Buddy Bears andra utställning i Berlin.

## Filmografi i urval
- 1942 – Ett av våra bombplan saknas
- 1944 – Ödets man (även manus)
- 1949 – Private Angelo
- 1951 – Quo Vadis
- 1954 – Skandalernas man
- 1955 – Lola Montez – kurtisanen
- 1955 – Trasiga änglar
- 1960 – Spartacus
- 1960 – Viddernas vagabond
- 1962 – Billy Budd
- 1964 – Topkapi
- 1966 – Barefoot in Athens
- 1968 – Hot Millions
- 1968 – Spöke på villovägar
- 1973 – Robin Hood (röst)
- 1974 – Mordet på Orientexpressen
- 1976 – Flykten från framtiden
- 1977 – Glöm inte kamelerna
- 1977 – Jesus från Nasaret (Miniserie)
- 1978 – Döden på Nilen
- 1978 – Tjuven i Bagdad
- 1979 – Ashanti!
- 1979–1981 – Doktor Snuggles (röst i TV-serie)
- 1980 – Charlie Chan och drakkvinnans förbannelse
- 1981 – Mupparnas nya äventyr
- 1982 – Mord på ljusa dagen
- 1985 – 13 vid bordet
- 1986 – Död mans fåfänga (TV-film)
- 1988 – Döden till mötes
- 1989 – Jorden runt på 80 dagar (Miniserie)
- 1989 – Franska revolutionen (TV-film)
- 1992 – Lorenzos olja
- 1999 – Alice i Underlandet (TV-film)
- 1999 – The Bachelor
- 2003 – Luther